# Vladislav Jovalyg
Vladislav Tovarishchtayovich Jovalyg (en ruso: Владислав Товарищтайович Ховалыг; en tuvano: Владислав Товарищтай оглу Ховалыг; Teeli, Unión Soviética,  24 de diciembre de 1967) es un político ruso de etnia tuvana, quien desde el 7 de abril de 2021 se desempeña como jefe de la República de Tuvá. Además es miembro del partido político Rusia Unida y del 30 de julio de 2008 al 1 de noviembre de 2018 fue alcalde de Kizil. También se desempeñó como ministro de Tierras y Relaciones de Propiedad de la República de Tuvá de 2007 a 2008.

## Biografía
Vladislav Jovalyg nació el 24 de diciembre de 1967 en la pequeña localidad rural (seló) de Teeli situado en la RASS de Tuvá en la entonces Unión Soviética. De 1986 a 1988 sirvió en las filas del Ejército Soviético. En 1992, se graduó de la Universidad Estatal de Krasnoyarsk (ahora el Instituto de Ciencias Naturales y Humanidades como parte de la Universidad Federal de Siberia) con una licenciatura en jurisprudencia, y en 2006, en la Facultad de Economía y Finanzas de la Academia de Economía Nacional bajo el Gobierno de la Federación de Rusia con una licenciatura en Gestión de Crisis. Después de graduarse en la universidad, comenzó a trabajar en varios organismos gubernamentales, convirtiéndose en el principal especialista en cuestiones legales del Comité de Propiedad Estatal de la República de Tuvá. Luego, entre 1994 y 2004, dirigió el organismo territorial del Servicio Federal de Rusia para la Recuperación Financiera y la Quiebra en Tuvá. Más tarde, entre 2004 y 2007, se trasladó al Ministerio de Finanzas de Tuvá, donde ocupó varios puestos de jefe de departamento en diversos departamentos.
Entre abril de 2007 y julio de 2008, ocupó el cargo de Ministro de Tierras y Relaciones de Propiedad de la República de Tuvá. El 30 de julio de 2008 encabezó la administración de la ciudad de Kizil como alcalde de la ciudad, donde cumplió dos mandatos en este puesto (10 años). El 1 de noviembre de 2018 dimitió de su puesto y ocupó este cargo de forma interina Karim Sagaan-ool. Del 9 de noviembre de 2018 al 7 de abril de 2021, trabajó como director general (CEO) de la empresa Tyvaenergosbyt.

### Jefe de la República de Tuvá
El 7 de abril de 2021, el presidente ruso, Vladímir Putin, firmó un decreto por el que nombraba a Jovalyg jefe interino de la República de Tuvá en sustitución de Sholban Kara-ool, quien había abandonado voluntariamente el cargo. En las elecciones legislativas de septiembre de 2021 fue elegido jefe de la República de Tuvá con el 89,7 % de los votos emitidos.

## Familia
Está casado y tiene dos hijos.